# Championnat de Hongrie de football 1925-1926
Navigation
Saison précédente Saison suivante
La saison 1925-1926 du Championnat de Hongrie de football est la 23e édition du championnat de première division en Hongrie. Les douze meilleurs clubs du pays se retrouvent au sein d'une poule unique, la Nemzeti Bajnokság I, où ils s'affrontent deux fois, à domicile et à l'extérieur. À l'issue du championnat, pour faire passer le championnat de 12 à 10 clubs, les quatre derniers du classement sont relégués et remplacés par les deux meilleurs clubs de II. Osztályú Bajnokság, la deuxième division hongroise.
C'est le club du Ferencváros TC qui termine en tête du classement du championnat cette saison, avec deux points d'avance sur le MTK Budapest, tenant du titre depuis 1917 et quatre sur le Vasas SC. C'est le 9e titre de champion de l'histoire du club.

## Les 12 clubs participants
| - Vasas SC - MTK Hungaria FC - Ferencváros TC - III. Kerületi TUE - Törekvés SE - Budapest EAC | - Újpest TE - Kispest AC - 33 FC - Promu de II. Osztályú Bajnokság - Erzsébetfalvai TC - Promu de II. Osztályú Bajnokság - Nemzeti SC - VAC Budapest |

## Compétition

### Classement
Le barème utilisé pour établir le classement est le suivant :
- Victoire : 2 points
- Match nul : 1 point
- Défaite : 0 point

| Rang | Équipe                | Pts | J  | G  | N  | P  | Bp | Bc | Diff |
| ---- | --------------------- | --- | -- | -- | -- | -- | -- | -- | ---- |
| 1    | Ferencváros TC        | 33  | 22 | 14 | 5  | 3  | 58 | 24 | +34  |
| 2    | MTK Budapest (T)      | 31  | 22 | 12 | 7  | 3  | 52 | 18 | +34  |
| 3    | Vasas SC              | 29  | 22 | 11 | 7  | 4  | 58 | 47 | +11  |
| 4    | Újpest TE             | 27  | 22 | 11 | 5  | 6  | 48 | 29 | +19  |
| 5    | Nemzeti SC            | 24  | 22 | 6  | 12 | 4  | 27 | 27 | 0    |
| 6    | Kispest AC (C)        | 21  | 22 | 8  | 5  | 9  | 47 | 51 | -4   |
| 7    | III. Kerületi TVE     | 21  | 22 | 9  | 3  | 10 | 46 | 56 | -10  |
| 8    | 33 FC (P)             | 18  | 22 | 5  | 8  | 9  | 25 | 33 | -8   |
| 9    | Budapest EAC          | 17  | 22 | 5  | 7  | 10 | 31 | 39 | -8   |
| 10   | VAC Budapest          | 17  | 22 | 3  | 11 | 8  | 24 | 45 | -21  |
| 11   | Erzsébetfalvai TC (P) | 15  | 22 | 4  | 7  | 11 | 23 | 44 | -21  |
| 12   | Törekvés SE           | 11  | 22 | 3  | 5  | 14 | 31 | 57 | -26  |

|  | Champion de Hongrie 1925-1926                                                                 |
|  | Relégation en II. Osztályú Bajnokság                                                          |
|  | (T) : Tenant du titre (C) : Vainqueur de la Coupe de Hongrie (P) : Promu de deuxième division |

## Bilan de la saison
| Championnat de Hongrie de football 1925-1926 |                           |
| Champion                                     | Ferencváros TC (9e titre) |
| Coupes et trophées                           |                           |
| Vainqueur de la Coupe de Hongrie 1925-1926   | Kispest AC                |
| Promotions et relégations                    |                           |
| Promus en Nemzeti Bajnokság I                | Sabaria Szombathely       |
| Promus en Nemzeti Bajnokság I                | Bástya FC                 |
| Relégués en II. Osztályú Bajnokság           | Budapest EAC              |
| Relégués en II. Osztályú Bajnokság           | VAC Budapest              |
| Relégués en II. Osztályú Bajnokság           | Erzsébetfalvai TC         |
| Relégués en II. Osztályú Bajnokság           | Törekvés SE               |